# Maryse Ouellet
Maryse Mizanin, z domu Ouellet (ur. 21 stycznia 1983 w Montrealu) – modelka i wrestlerka,  pracująca dla federacji WWE, w brandzie Raw, pod pseudonimem ringowym Maryse. Była również współprowadzącą piątego sezonu WWE NXT.

## Życie osobiste
Mizanin jest żoną zapaśnika WWE, Mike'a Mizanin'a, znanego bardziej jako The Miz. Pobrali się w 2014. Mają dwójkę dzieci. Posiada czarny pas w sztukach walki. Ma francuskie korzenie. Jest wegetarianką.

## Kariera wrestlerki
W federacji WWE została zatrudniona 24 sierpnia 2006 i skierowana do Ohio Valley Wrestling. Na ringu zadebiutowała 16 grudnia 2006 podczas house show w Regensburgu, Kentucky. W marcu 2007 została reporterką przeprowadzającą wywiady na backstage’u dla OVW TV jak również występowała w dark matchach przed galami OVW. W tym samym czasie Ouellet zaczęła występować na galach house show dla wszystkich marek WWE. Latem 2007 została przeniesiona do Florida Championship Wrestling. W grudniu 2008 pokonała Michelle McCool, aby wygrać WWE Divas Championship. W 2009 została powołana do brandu Raw. W 2010 pokonała Gail Kim w finale turnieju, aby zostać pierwszą dwukrotną posiadaczką WWE Divas Championship.  28 października 2011 Maryse rozwiązała kontrakt z WWE za porozumieniem stron.
Zarząd WWE kilkukrotnie proponował Maryse powrót do WWE, ale ta za każdym razem odmawiała. W kwietniu 2016 roku powróciła do WWE i została menedżerem swojego męża Mike Mizanina. Ogłosiła także, iż weźmie udział w kolejnej edycji programu Total Divas. Na Hell in a Cell w 2018 roku, wraz ze swoim mężem The Miz pokonali Brie Bellę i Daniela Bryana. Na początku 2019 roku ogłosiła, że spodziewają się drugiego dziecka i musi wziąć urlop.
12 kwietnia 2021 Maryse powróciła, pomagając Mizowi i Johnowi Morrisonowi pokonać Damiana Priesta.

## Osiągnięcia
- Pro Wrestling Illustrated
  - PWI sklasyfikowało ją jako 9. z 50. najlepszych wrestlerek roku 2009.
  - PWI sklasyfikowało ją jako 10. z 50. najlepszych wrestlerek roku 2010.

- World Wrestling Entertainment (WWE)
  - WWE Divas Championship (2 razy)[12]
  - Diva Search 2006 (7 miejsce)